# GAC Hilversum

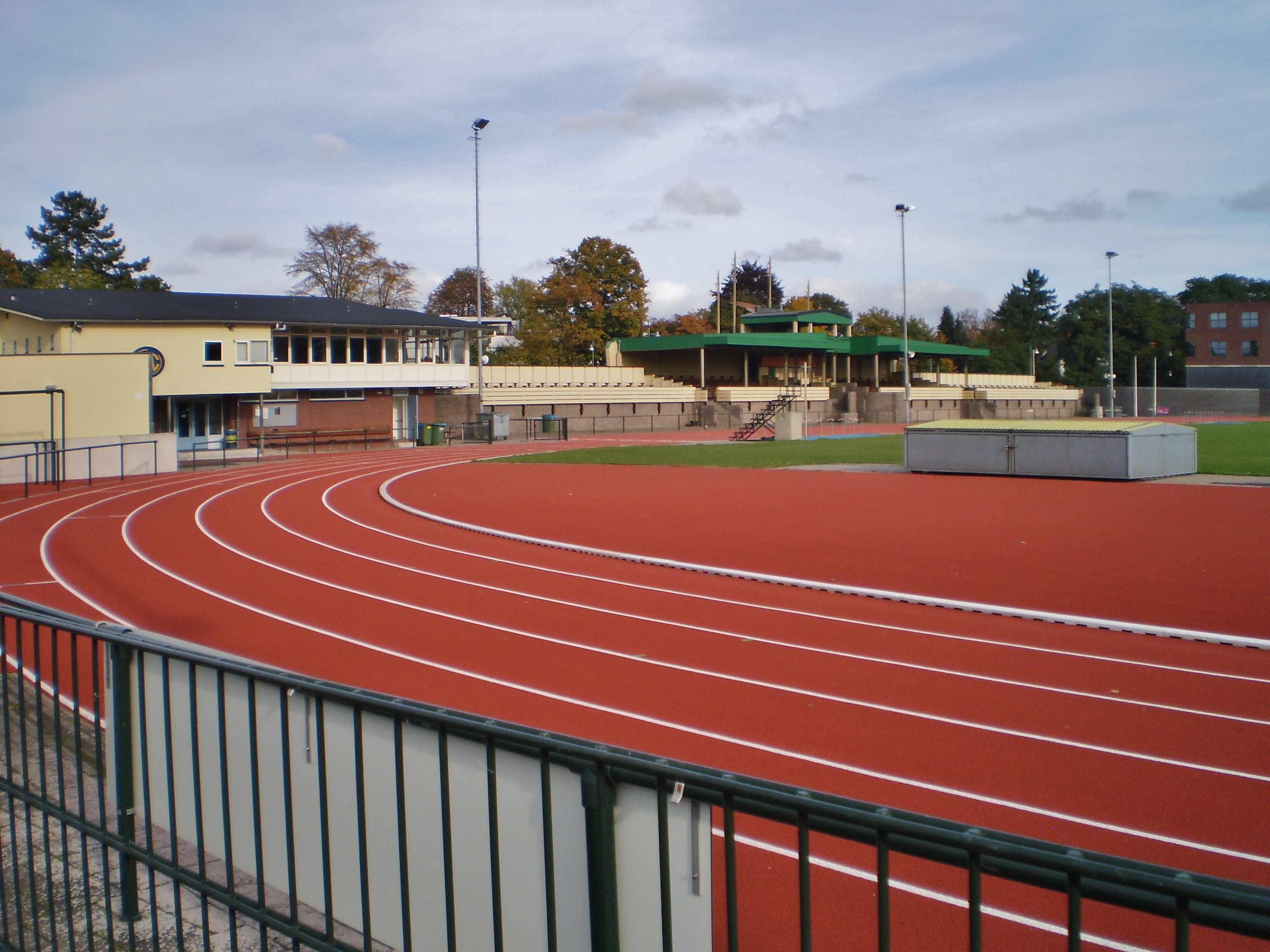
Richting Dudoktribune

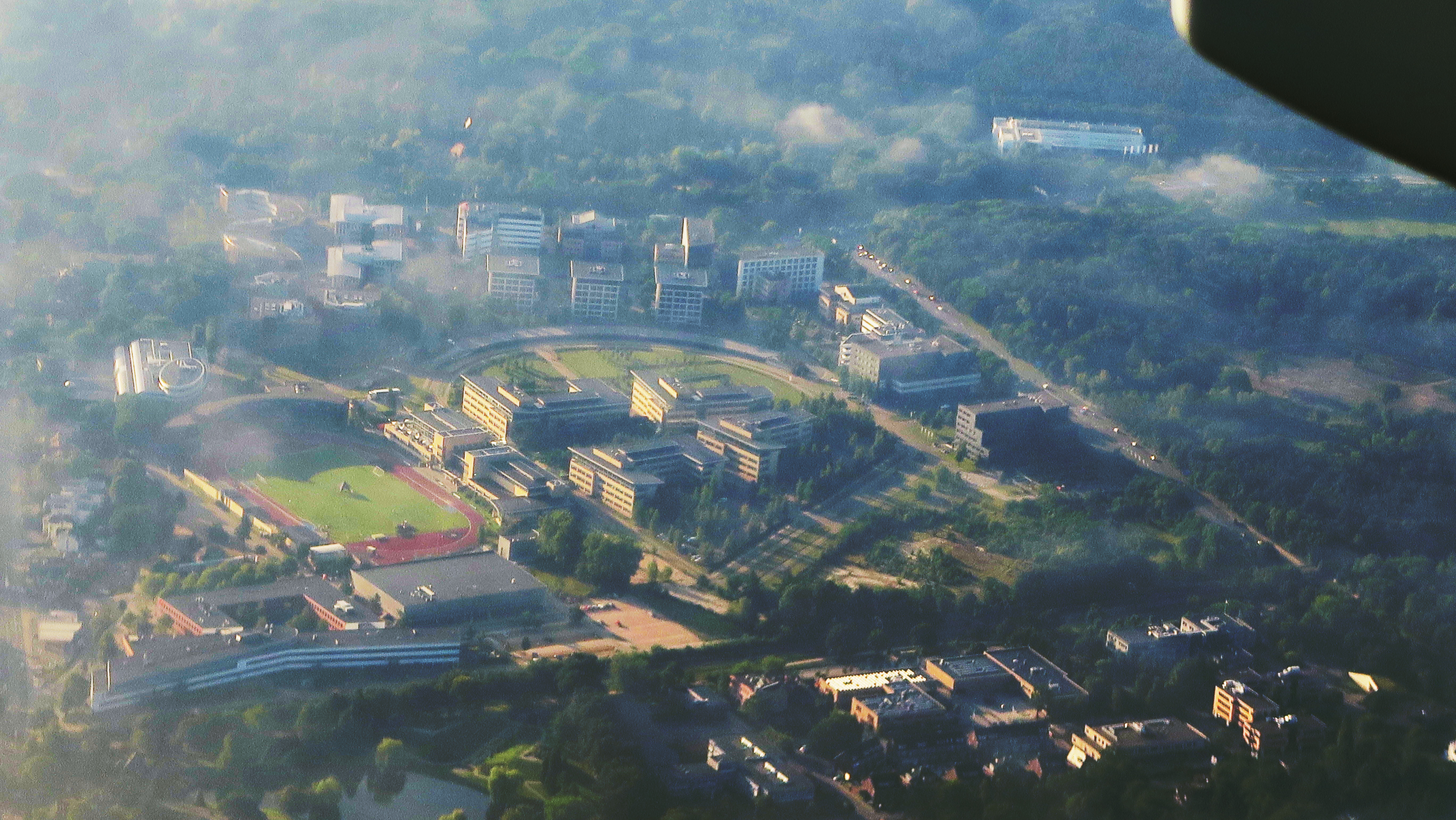
De Gooise Atletiekclub en het Nike hoofdkantoor in de ochtendmist

GAC Hilversum is een atletiekvereniging uit Hilversum in de provincie Noord-Holland, die is aangesloten bij de Atletiekunie.
De accommodatie ligt aan de Arena in Hilversum, bij NS-station Sportpark. Het clubhuis en bijbehorende atletiekbaan liggen ingesloten tussen de Dudoktribune uit 1920 en het Europese hoofdkantoor van Nike.

## Geschiedenis
GAC Hilversum werd opgericht op 13 september 1927. De club ontstond uit de atletiekafdeling van de Hilversumse korfbalclub Excelsior (korfbalkampioen van Nederland in 1926) en de atletiekgroep van de Eerste Nederlandse Celluloidfabriek (ENCF) in Hilversum. De wedstrijdploeg werd al in 1928 clubkampioen van de Utrechtse Provinciale Atletiek Bond (UPAB).
In 1953 is er een afscheiding geweest, maar in 1966, na dertien jaar, fuseerde VIF weer met GAC Hilversum.
Van 1947 tot 1954 was er een eerste clubhuis, de Blokhut, in de bossen ten zuiden van het Wasmeer, tussen Hilversum en Lage Vuursche. De blokhut werd ook gebruikt voor landelijke topatleten, zo deed de olympische ploeg van 1948 (met daarbij Fanny Blankers-Koen) er bostrainingen. In 1959 werd de Blokhut opgevolgd door het tweede clubhuis "Dribbeloord" bij Anna's Hoeve. In 1972 volgde een verhuizing naar het Gemeentelijk Sportpark aan de Soestdijkerstraatweg.
In 2002 kreeg de vereniging een nieuw clubhuis.
Het gemeentelijk Sportpark werd gebouwd in 1920. Het sportcomplex bestond uit voetbalvelden, een atletiekbaan, een paardenrenbaan en een tenniscomplex. De houten tribune van de atletiekbaan werd ontworpen door de Hilversummer architect Willem Dudok. Het is een van de oudste nog bestaande sporttribunes van Nederland. De baan is in 1928 officieel gebruikt tijdens de Olympische Spelen. De tribune is sinds 1990 een rijksmonument. 

Bij de sloop van de draversbaan moest ook een door Dudok ontworpen gebouwtje verdwijnen, maar een kopie is in 1997 gebouwd op vijftig meter van Dudoks tribune.
 Bij de heropening van de Dudoktribune in 1997 onthulde staatssecretaris Aad Nuis een monument ter nagedachtenis aan dwangarbeiders, die zich in 1944 op die plek moesten melden voor de Arbeitseinsatz.

In 1986 werd de atletiekbaan een kunststofbaan van standaardlengte 400 meter. De sintelbaan was oorspronkelijk een achtlaans accommodatie van 375 meter lengte. In de jaren zeventig is een metalen rail aangebracht om er een zeslaans baan van 400 meter van te maken. De binnenste lanen werden gebruikt voor de warming up.

## Wedstrijden
In 1946 werd de jaarlijkse Maple Leaf Cross ingesteld, als blijvende herinnering aan de bevrijding door het 1e Canadese leger.
Sinds 1996 organiseert GAC Hilversum jaarlijks onder meer de Klaverblad Arena Games, een evenement dat deel uitmaakt van het Lotto Baancircuit: een circuit van vier atletiekwedstrijden voor de (inter)nationale (sub)top. In de loop der jaren zijn er tijdens deze Games verschillende goede prestaties neergezet.

## Bekende leden

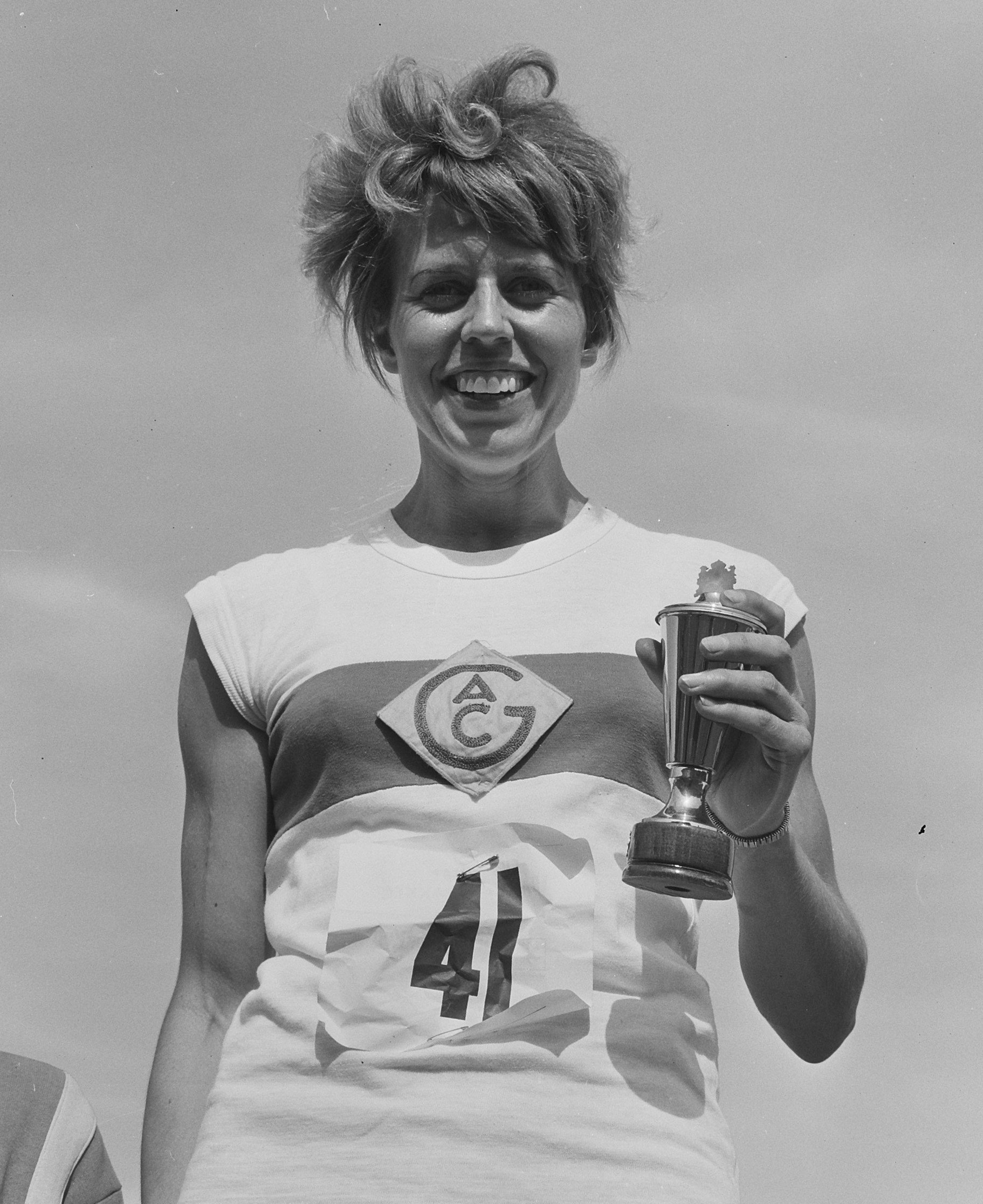
Jannie van Eyck-Vos

- Jannie van Eyck-Vos, speerwerpen + 800 m
- Jan van Ginkel, marathon
- Dini Hobers, meerkamp, hoogspringen
- Jolanda Homminga, lange afstand
- Eva Janssen, triatlon
- Bert Krijnen, polsstokhoogspringen
- Trudy Ruth, sprint
- Christine Toonstra, middellange + lange afstand
- Elly Witkamp, sprint

## Locatie

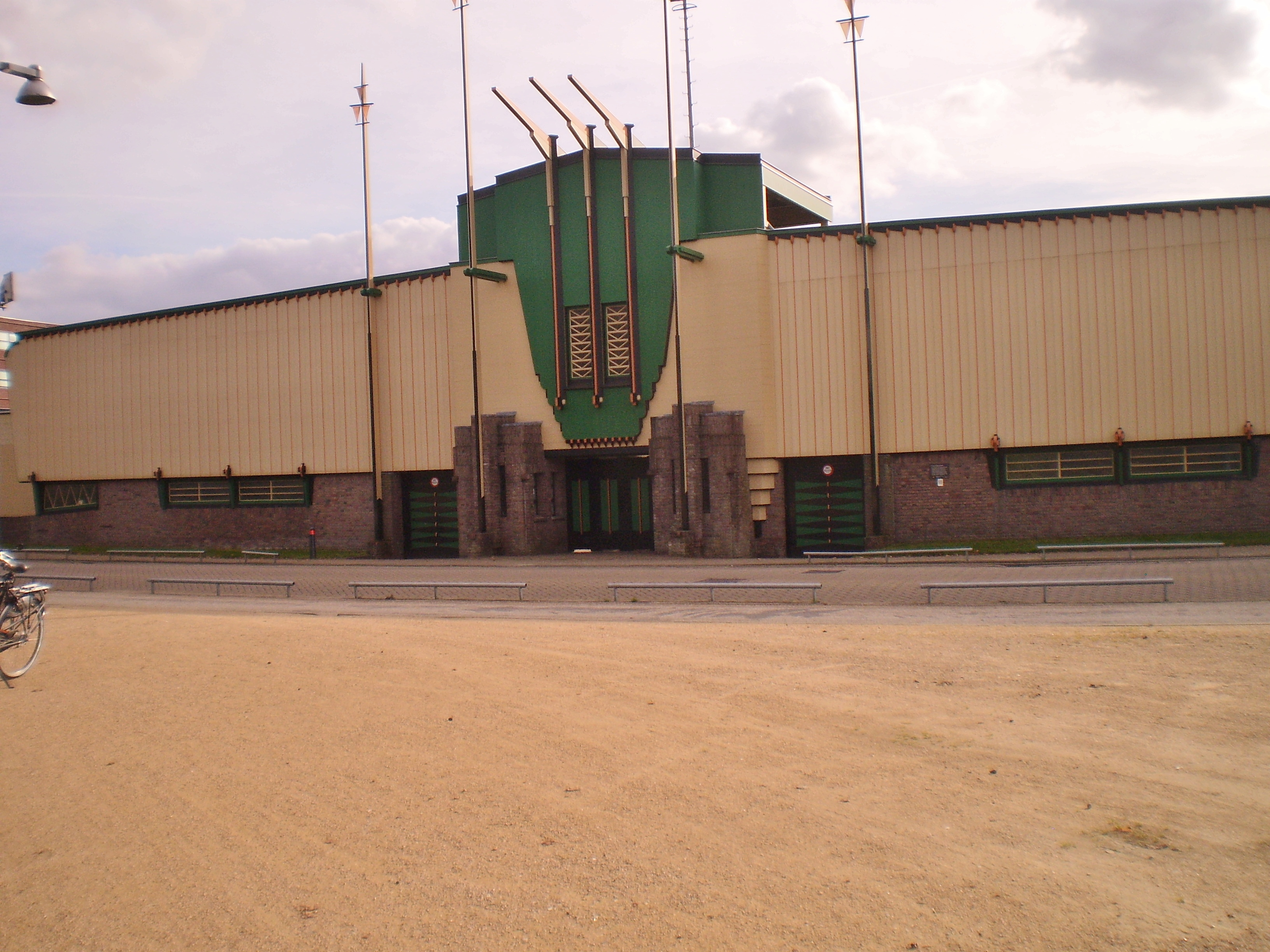
Buitenzijde Dudoktribune
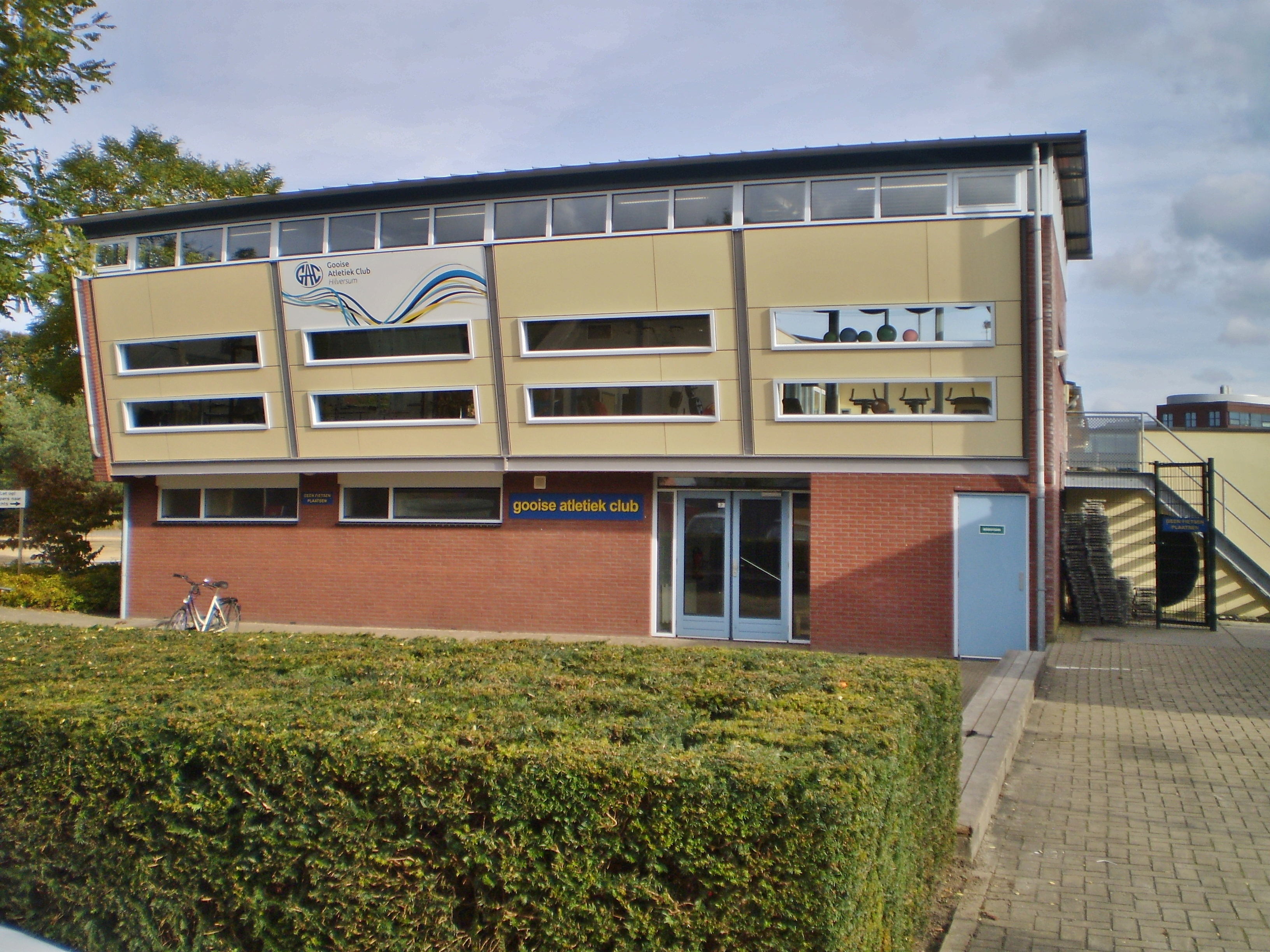
Huidige clubhuis
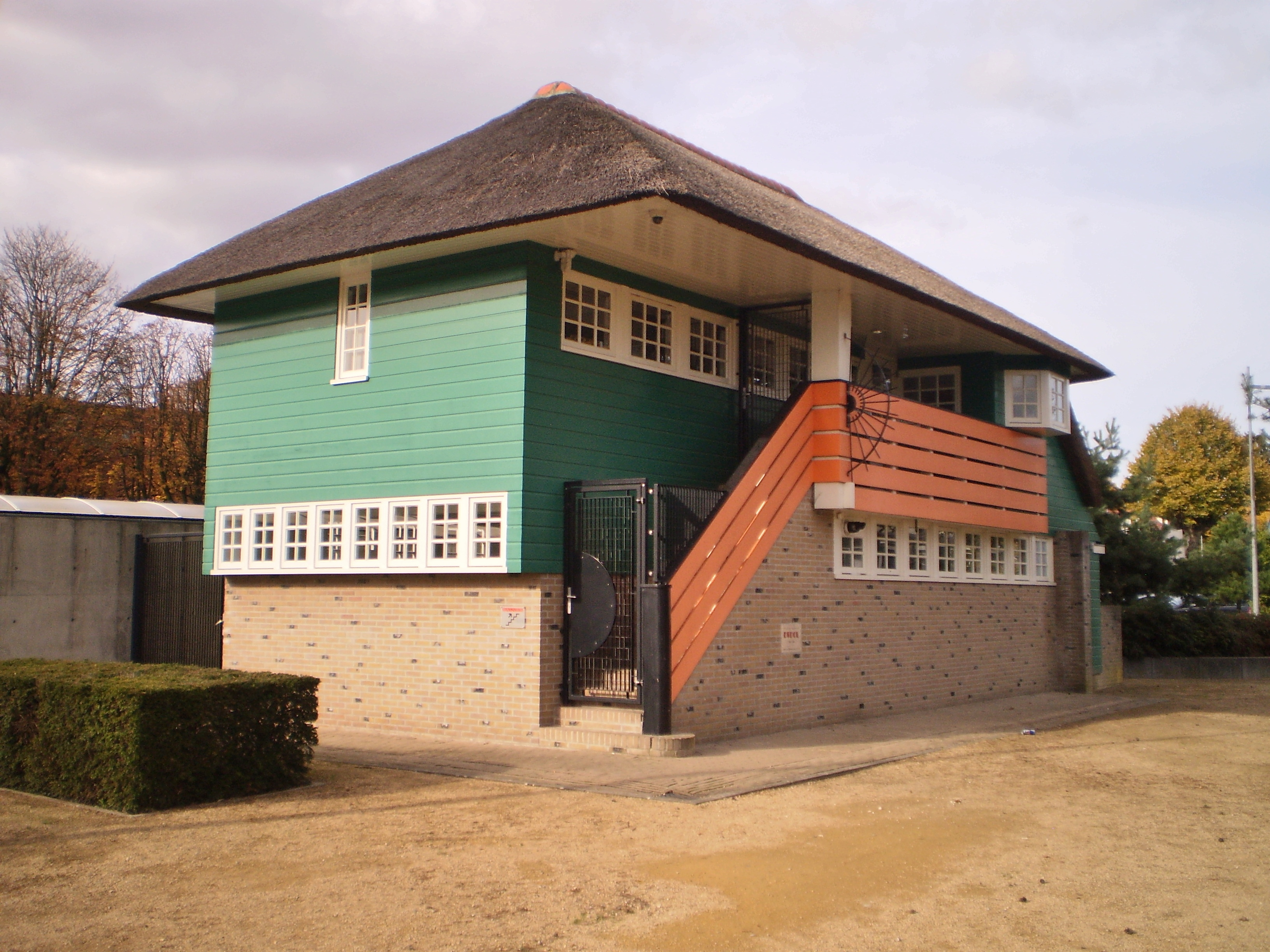
Dudokgebouwtje
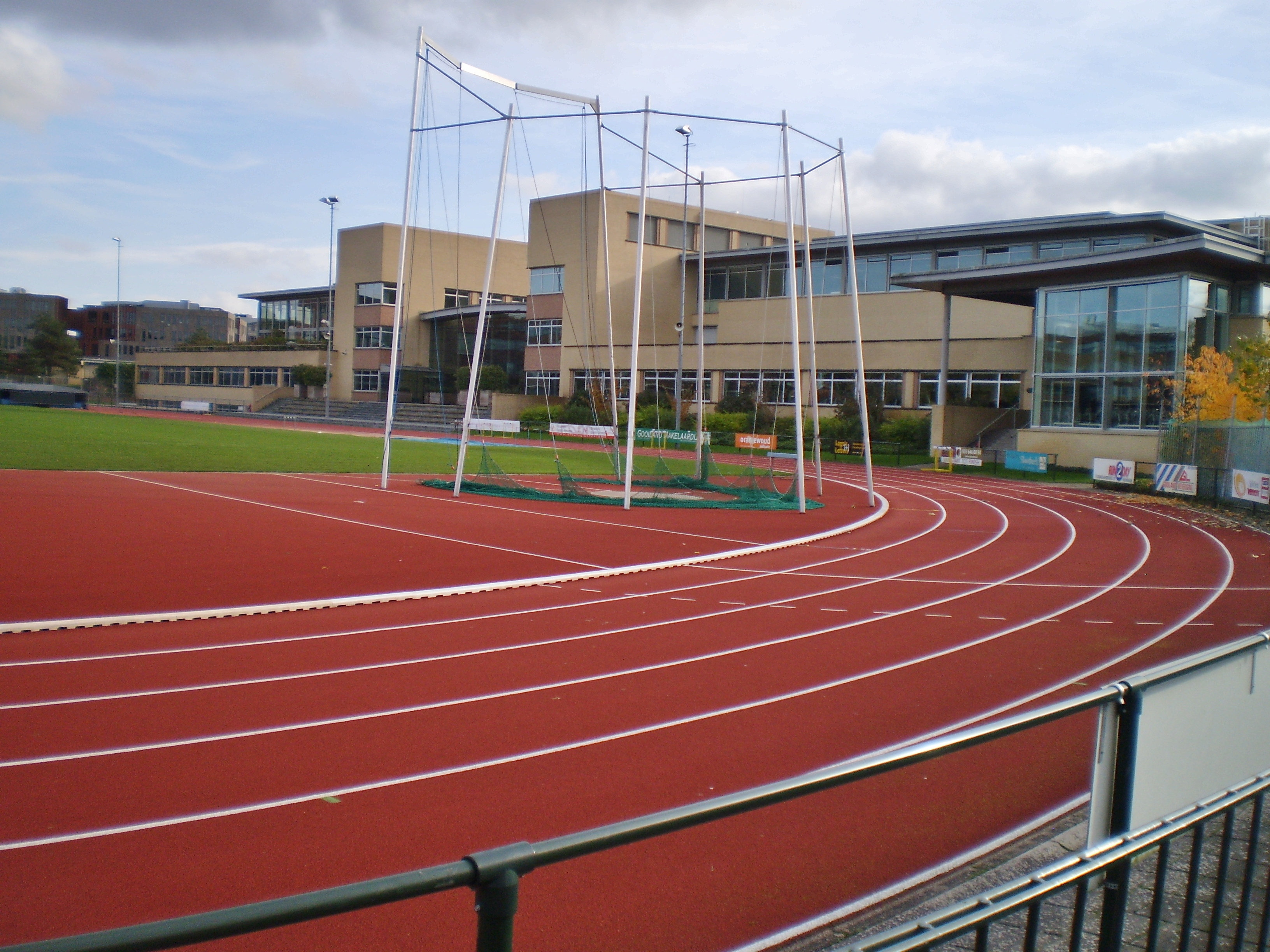
Baan met Nike-hoofdkantoor